# Liste der Naturdenkmale in Neumagen-Dhron
Die Liste der Naturdenkmale in Neumagen-Dhron nennt die im Gemeindegebiet von Neumagen-Dhron ausgewiesenen Naturdenkmale (Stand 11. März 2024).

## Ehemalige Naturdenkmale
| Nr. | Bezeichnung                    | Lage                                                         | Beschreibung                                                          | Bild                                    |
| --- | ------------------------------ | ------------------------------------------------------------ | --------------------------------------------------------------------- | --------------------------------------- |
|     | Schieferfelsen                 | Neumagen, südlich des Ortes an der Neumagener Sonnenuhr Lage | Felsformation; flächenhaftes Naturdenkmal Rechtsverordnung aufgehoben | Direkt Bild zu diesem Denkmal hochladen |
|     | Pyramidenpappel                | Dhron, In Folz, hinter Nr. 15 Lage                           | Populus nigra 'Italica'; Rechtsverordnung aufgehoben                  | Direkt Bild zu diesem Denkmal hochladen |
|     | Linde                          | Neumagen, innerorts                                          | Tilia sp.; Rechtsverordnung aufgehoben                                | Direkt Bild zu diesem Denkmal hochladen |
|     | Marterkapelle mit zwei Pappeln | Neumagen, südlich des Ortes Lage                             | Populus sp., zwei Bäume; Rechtsverordnung aufgehoben                  | Direkt Bild zu diesem Denkmal hochladen |